# 4-я гвардейская стрелковая дивизия
4-я гвардейская стрелковая Апостоловско-Венская Краснознамённая дивизия (сокращённо — 4 гв.сд) — общевойсковое соединение (гвардейская стрелковая дивизия) РККА ВС Союза ССР в Великой Отечественной войне.
В составе действующей армии:
- с 18 сентября 1941 года по 3 декабря 1943 года;
- с 18 января 1944 года по 9 мая 1945 года.

## История

### 1941
За мужество и героизм личного состава 161-й стрелковой дивизии присвоено почётное звание «Гвардейская», получив новый войсковой № была преобразована приказом Народного комиссара обороны № 308, от 18 сентября 1941 года, в 4-ю гвардейскую стрелковую дивизию.

К 18 сентября 1941 года переброшена из Калинина, где проводила доукомплектование, в район Синявино и включена в состав 54-й армии. Разгрузилась на станции Жихарево и сосредоточилась в районе Петровщина, Подолье, Мучихино, составляя резерв армии, где и пришло известие о преобразовании дивизии в гвардейскую. 24 сентября 1941 года перешла в наступление на Синявино и Рабочий посёлок № 7, при поддержке батальона 16-й танковой бригады и 881-го корпусного артиллерийского полка форсирует реку Чёрная, продвигается в первый день на отдельных участка до 3-х километров, на 25 сентября 1941 года своим правым флангом дивизия ведет бой в 700—800 метрах западнее реки Чёрная в 1 километре севернее Гонтовой Липки, левым флангом форсирует реку Чёрная. 2 октября 1941 года, подвинув правый фланг 3-й гвардейской стрелковой дивизии, занимает позиции в районе Гайтолово между 3-й гвардейской и 128-й стрелковой дивизией, освободив 1-й Эстонский посёлок. Ближайшей задачей дивизии становится овладение Гонтовой Липкой. Овладев Тортолово, дивизия вела безуспешные наступательные бои, направленные на овладение Синявино, Рабочим посёлком, а позднее и Гонтовой Липкой. Дивизия вела наступательные бои до 3 октября 1941 года включительно, после чего перешла к обороне у Гонтовой Липки. На 4 октября 1941 года насчитывала в своём составе 2 941 человек.
20 октября 1941 года вновь переходит в наступление на Синявино в ходе 2-й Синявинской операции 1941 года, сумела незначительно продвинуться, взяв Гонтовую Липку, но по приказу Ставки Верховного Главнокомандования от 23 октября 1941 года, была погружена в воинские поезда 24 октября 1941 года на станции Жихарево и передана в состав 4-й армии. 26 октября 1941 года разгрузилась в Тихвине и к 29 октября 1941 года маршем пешком и на технике, а частью железной дорогой передислоцирована в район деревень Красницы, Хортица, Заручевье (ныне Любытинский район) юго-восточнее железной дороги Будогощь — Тихвин. Левее дивизии заняла оборону 27-я кавалерийская дивизия. Передовые подразделения, переброшенные железной дорогой, уже 27 октября вступили в бои у разъездов № 2 и 3 с частями 39-го моторизованного корпуса Вермахта и были оттеснены за деревни Петровское — Недащицы. Дивизия вела бои за эти населённые пункты до 6 ноября 1941 года, когда их удалось взять. 1 ноября дивизия выбила немецкие части из населенных пунктов Заручевье, Горушка, Петровское и вновь приблизилась к железной дороге Будогощь — Тихвин. До 8 ноября вела тяжёлые бои за населённые пункты Холм, Воробица. 10 ноября части дивизии сражались западнее Неболчи. Также в начале ноября 1941 года дивизия вела бои за деревни Верхнее и Нижнее Заозерье, Ново-Никольское, затем, под угрозой окружения, оставила их.
С 19 ноября 1941 года дивизия перегруппировалась и перешла в наступление из занимаемого района в направлении на Ситомлю. Вступив в тяжёлые бои дивизия медленно продвигалась, отбивая контратаки, в северном и северо-восточном направлениях. Справа вела тяжёлые бои за деревни Верхнее и Нижнее Заозерье 92-я стрелковая дивизия.
7 декабря 1941 года соединению удалось перерезать железную дорогу Будогощь — Тихвин, однако контратакой была отброшена от неё. На 8 декабря в дивизии числилось 643 человека. Возобновив наступление частям дивизии удалось вновь перерезать дорога 9 декабря 1941 года и вновь дивизия была выбита, однако сумела занять позиции южнее дороги и держать дорогу под огнём. На 13 декабря 1941 года в дивизии во всех четырёх стрелковых полках (в декабре в составе дивизии действовал 22-й стрелковый полк 92-й стрелковой дивизии) насчитывалось всего 519 человек личного состава. Лишь 15 декабря 1941 года дивизия наконец сумела выбить противника из Ситомли, чем отрезала тихвинской группировке гитлеровцев основные пути отхода. Оказавшиеся на отрезке дороги Липная Горка — Ситомля вражеские войска попали в окружение. В качестве трофеев удалось полностью захватить вооружение артиллерийского полка немецкой пехотной дивизии. После этого дивизия приступила к преследованию противника в направлении Будогощь. 21 декабря 1941 года 542-й стрелковый полк дивизии, в том числе посаженного десантом на танки 60-й танковой дивизии, выбил немецкие войска из Будогощи, после чего дивизия была отведена в армейский резерв.

### 1942
В конце декабря 1941 года части дивизии в составе 4-й армии, преодолевая сопротивление врага, вышли на западный берег реки Волхов и заняли небольшой плацдарм южнее станции Тур. С 30 декабря 1941 года перешла в наступление с задачей прорвать оборону противника по левому берегу Волхова, перерезать железную дорогу Волховстрой — Чудово и развить наступление в направлении Гряды, Дроздово. Справа на Тигоду наступала 65-я стрелковая дивизия, слева 92-я стрелковая дивизия. Сумев прорвать оборону и углубиться на два километра по левому берегу, дивизия вышла к железной дороге Чудово — Кириши возле станции Тигода, затем вела бои за удержание и расширение плацдарма. 24 января 1942 года дивизия была выведена в армейский резерв и пополнена, в том числе Особым добровольческим полком Орджоникидзевского края.
25 января 1942 года была передана в состав 2-й ударной армии и начала выдвижение к Сенной Керести, где вместе с 59-й стрелковой бригадой должна была составить группу под командованием генерала Андреева. Однако дивизия была изъята в прямое подчинение фронта для участия в операции по окружению и уничтожению так называемой группы Венделя, которая «языком» длиной до 40 километров и шириной до 20 километров с севера нависала над горловиной прорыва у Мясного Бора. 30 января 1942 года полки выступили на марш по маршруту: Горнешное — Селищенские казармы — совхоз «Красный ударник» — Мясной Бор. 5 февраля 1942 года дивизия прошла через коридор в районе Мясного Бора, после чего, продвигаясь на север параллельно шоссе, заняла позиции у деревни Сенная Кересть и Ольховских хуторов, обойдя с тыла группу Венделя. В составе оперативной группы генерала И. Т. Коровникова перед дивизией была поставлена задача участвовать в ликвидации этого выступа, наступая с запада навстречу войскам 59-й армии, овладеть Ольховскими хуторами и Сенной Керестью, затем станцией Торфяная железной дороги Любань — Чудово. С утра 8 февраля 1942 года, одним полком дивизия начала наступление на Ольховские хутора, 12 февраля 1942 года другим полком на Сенную Кересть, а третьим на дорогу Сенная Кересть — Пятница. В течение всего февраля и марта 1942 года дивизия вела тяжелейшие бои за Ольховские хутора, наступая на них с разных сторон, но несмотря на большие потери все попытки остались без успеха. К 25 февраля 1942 года к дивизии присоединилась с севера 267-я стрелковая дивизия, а затем и другие соединения, но отрезать группу Венделя так и не удалось.
17 марта 1942 года формированиям дивизии была присвоена новая войсковая нумерация.
С 19 марта 1942 года, после того как немецкие войска закрыли горловину прорыва у Мясного Бора, дивизия двумя полками перегруппировалась на рубеж реки Глушица. 3-й гвардейский стрелковый полк, оставшийся держать оборону у Ольховских хуторов впоследствии полностью погиб вместе с окруженной 2-й ударной армией.
С 23 марта 1942 года дивизия с рубежа реки Глушица двумя полками в составе оперативной группы генерала И. Т. Коровникова и приданным 172-м лыжным батальоном в боях с 1-й и 212-й пехотной дивизиями гитлеровских войск пробивала коридор для соединения с основными силами фронта, местами дивизии удалось форсировать реку, но коридор был пробит в другом районе только к 30 марта 1942 года.
19 — 21 апреля 1942 года дивизия вновь совершила попытку соединения с войсками 59-й армии и совместными усилиями с 7-й гвардейской танковой бригадой и 58-й стрелковой бригадой на короткое время установила узкий коридор. 22 — 24 апреля 1942 года немецкие войска нанесли удар и вновь отрезали дивизию, теперь уже окончательно. 30 апреля 1942 года был отдал приказ, согласно которому 59-я армия должна была выбить противникам из района Спасской Полисти. После этого дивизию должна была быть выведена в резерв. Однако удар на Спасскую Полисть вновь успехом не увенчался, и дивизия сначала 13 мая 1942 года перешла к обороне, а с 14 мая 1942 года начала выход к деревне Кречно и к 21 мая 1942 года остатки дивизии вышли из окружения и сосредоточились в районе деревни Коломна.
В течение мая — июня 1942 года в районе станции Гряды дивизия пополнялась и доукомплектовывалась, выполняя частные задачи по обеспечению вывода войск 2-й ударной армии из окружения, ликвидации Грузинского плацдарма; одновременно формировался новый 3-й гвардейский стрелковый полк. 27 мая дивизия вошла в состав 6-го гвардейского стрелкового корпуса, который возглавил её бывший командир генерал-майор Бияков. 25 июня дивизия перешла в наступление на участке Мясной Бор — Любино Поле. 1 июля 1942 года из-за сильного сопротивления гитлеровцев перешла к обороне.
В середине августа 1942 года дивизия была снята с позиций и поездами отправлена в район Сталинграда. 16 августа 1942 года начала разгрузку на станциях Липки, Лог, Иловля I и, сменив части 41-й гвардейской и 192-й стрелковых дивизий, заняла оборону на рубеже хутор Стародонской — устье реки Иловля, протяжённостью около 40 километров. Подразделения из состава дивизии находились в хуторах Стародонском, Озерках, Белужино-Колдаирове; в последнем располагался и штаб дивизии. Перед дивизией стояла задача не допустить форсирования противником малой излучины Дона. 21 августа 1942 года батальон 11-го гвардейского стрелкового полка переправился через Дон и захватил плацдарм на прибрежной полосе у хутора Задоно-Авиловский (напротив устья реки Иловля). 25 августа 1942 года 8-й гвардейский стрелковый полк закрепился на небольшом плацдарме у хутора Зимовский (ниже по течению от Сиротинской), однако позднее был выбит. 28 августа 1942 года два батальона 3-го гвардейского полка форсировали Дон и заняли оборону на западном берегу. Переправив на плацдарм основные силы дивизия перешла в наступление с целью овладеть хутором Хмелевский и станцией Сиротинской. Бои за Сиротинскую были очень тяжелыми. Противник, применяя танки и авиацию, отчаянно контратаковал. Части дивизии, форсировавшие Дон в районе Белужино-Колдаиров, понесли большие потери. С этого времени дивизия двумя полками оборонялась на небольшом плацдарме на правом берегу реки, а затем 4 сентября, оставив на плацдарме охранение, заняла оборону по левому берегу на участке станция Сиротинская — устье реки Иловля. Вновь в ночь на 19 сентября 1942 года вместе с частями 37-й гвардейской стрелковой дивизии форсировала Дон с задачей захвата плацдарма. Дивизия захватила плацдарм в районе хуторов Репин и Зимовской и овладела высотами в 8-10 километрах южнее хутора Задоно—Авиловский. В двухмесячных боях части дивизии расширили плацдарм по фронту до 10 километров, однако не достигли его необходимой глубины. На 23 октября 1942 года дивизия занимала рубеж Дубовой, высота 180.9, Сиротининская, 3 километра севернее Подгорский.
9 ноября 1942 года дивизия была подчинена командованию 4-й танковой армии, выведена с плацдарма и сменив части 40-й гвардейской стрелковой дивизии в районе хутора Стародонской, станица Ново-Григорьевская изготовилась к наступлению в район Сиротинской. Перейдя в наступление 23 ноября 1942 года, атаковала Сиротинскую, овладела районом высот 180,9 — 146,6 (2 — 3 километра западнее Сиротинской), восточные окраины населённых пунктов Зимовский и Хмелевский, северная окраина Сиротинской, к 24 ноября 1942 года освободила её, 25 ноября сосредоточилась в районе Зимовский, 26 ноября находилась на марше в районе Верхний Герасимов — Бирючков (12 километров северо-западнее Вертячий), после чего с 27 ноября была выведена в резерв фронта. Однако уже 29 ноября 1942 года дивизия получила приказ о сосредоточении к 1 декабря 1942 года в 4-х километрах западнее Калача, где директивой Ставки ВГК № 170699 от 8 декабря была подчинена командованию 5-й ударной армии. 1 декабря дивизия перешла в наступление в направлениях Больших Набатов, Мало-Голубинской и Ерицкий, Ближне-Мельничный, 3 декабря овладела районом Верхне-Чирский, Рычковский, на 7 декабря 1942 года продолжала бои за Ерицкий, Верхне-Чирскую и Рычковский, где немецкие войска сохраняли плацдарм на левом берегу Дона. 12-13 декабря 1942 года вела тяжёлые бои за плацдарм и железнодорожный мост, сумев ликвидировать плацдарм, после чего перешла в непосредственное подчинение фронта. 14 декабря дивизия оборонялась на участке Рычковский и далее по северному берегу реки Дон до населённого пункта Скиты. 16 декабря располагалась на участке Рычковский — Логовский. К середине декабря дивизия вышла в район Бурацкий и вновь вошла в состав 5-й Ударной армии. Вторая половина декабря 42-го прошла в тяжелых боях. В эти дни дивизия во взаимодействии с частями 7-го танкового корпуса и 258-й стрелковой дивизии овладела хутором Рычковский, станицей Верхне-Чирская и хутором Суворовский. К 28 декабря 1942 года маршем проследовала в новый район сосредоточения в районе Верхний Рубежный, Ильмень-Суворовский. В составе дивизии после боёв за рычковский плацдарм имелись большие потери, так что 11-й гвардейский стрелковый полк передал свои остатки (288 человек) в 8-й гвардейский стрелковый полк. Переправившись через Дон 29 декабря в районе Суворовский, дивизия вела бои за хутора Быстрянский, Хлебинский, Суворовский. 8-й гвардейский стрелковый полк в ночь на 31 декабря 1942 года перешёл в наступление в направлении пересечения дорог Суворовский — Черновский и Нижне-Чирская — Тормосин и перерезал коммуникации войск противника. 3 января 1943 года дивизия совместно с частями 4-го гвардейского танкового корпуса сжала кольцо вокруг 19-й танковой дивизии противника.
За время Сталинградской наступательной операции, дивизия прошла с боями более 200 километров.

### 1943
В начале января 1943 года дивизия находясь во втором эшелоне армии, совершает марш в общем направлении на Шахты. 7 января 1943 года дивизия одним полком со средствами усиления заняла позиции в Ново-Россошанской, откуда полк был выбит. 9 января 1943 года дивизия подошла вплотную к Северному Донцу и заняла хутора Ново-Россошанский и Чумаково-Роосошанский. Вела тяжёлые оборонительные бои в указанном районе, но вынуждена была отступать под сильными контратаками противника, временами попадая в окружения. В эти дни началось наступление советских войск в районе станицы Тацинской. Три немецкие дивизии — две танковые (около 100 машин) и одна пехотная — оказались в тылу дивизии. Шедшая несколько правее и позади 258-я стрелковая дивизия, измотанная в боях на подступах к Тормосину, хотя и дралась отважно, не смогла сдержать вражеского напора. Ночью 9 января неприятельская группировка заняла Зазерский, Алифанов и Кухтачев. Штаб дивизии, 8-й гвардейский стрелковый полк и другие части оказались в окружении. Атаки врага носили яростный характер. К вечеру 10 января ему удалось вытеснить 8-й полк из Чумаково-Россошанского и расчленить его на несколько групп. Командир дивизии, находясь с 8-м полком, все время держал связь с остальными частями. И хотя в 3-м и 11-м стрелковых полках было очень мало людей, они повели наступление. 8-й полк в свою очередь начал атаки на Чумаково-Россошанский. Целый день шёл бой с вражескими танками и пехотой. Воины дивизии сражались исключительно мужественно и храбро. С 15 января 1943 года дивизия возобновила наступление, к 19 января 1943 года выйдя на Северский Донец в районе хутора Почтовый и станицы Усть-Быстрянская. С ходу форсировать реку не удалось и дивизия перешла к обороне восточнее Нижнекундрюченской, где немецкие войска сохраняли плацдарм на левом берегу реки.
7 февраля 1943 года дивизия перешла в наступление с задачей прорвать оборону в направлении хутора Апаринского, кургана Костины и к исходу дня овладеть районом кургана Костины. Справа от дивизии в направлении на Бронницкий наступала 258-я стрелковая дивизия, слева на Крестовский — 40-я гвардейская стрелковая дивизия. Ликвидировав плацдарм, дивизия передовыми отрядами переправилась 8 февраля 1943 года через Северский Донец, 9 февраля 1943 года освободила Апаринский и приступила к преследованию отходящего противника.
Во второй половине февраля 1943 года дивизия передовыми отрядами вышла на реку Миус, а 21 февраля 1943 года, сменив части 40-й гвардейской стрелковой дивизии северо-восточнее Ясиновского в 12 километрах восточнее Куйбышево приступила к кровопролитным попыткам прорыва хорошо укреплённой обороны противника на Миусе (так называемый «Миус-фронт»).
До 16 марта 1943 года дивизия предпринимала безуспешные попытки прорвать фронт, неся большие потери, после чего было отведена в тыл армии, в район Дьяково, Бобриково.
С мая по июль 1943 года дивизия вела бои местного значения. 24 июня 1943 года произошло награждение дивизии орденом Красного Знамени, присвоенного ей Указом Президиума Верховного Совета СССР от 19 июня 1943 года за боевые действия с рубежа реки Дон до реки Миус.
Вновь дивизия приступила к активным боевым действиям 17 июля 1943 года, прорывая «Миус-фронт» в направлении Дмитриевка, Степановка, Пересей. Введена в бой во второй половине дня из второго эшелона корпуса южнее Дмитриевки в направлении Дмитриевка, Пересей. За восемь дней ожесточённых боёв дивизия смогла продвинуться только на 5 — 6 километров и была остановлена, заняв хутора Зрубно, Пересей, Грушевый, Верхнее и Нижнее Передриево, а с 30 июля 1943 года и вовсе была вынуждена отступать под мощным контрударом вражеских войск. К 2 августа 1943 года отступила к Дмитриевке, откуда была выведена в резерв.
С 14 августа 1943 года дивизия принимала участие в Донбасской наступательной операции с целью прорыва оборонительной полосы гитлеровских войск по реке Миус с выходом в район Большое Мешково — Колпаковка — Благодатное. Усиленная 32-м гвардейским танковым полком дивизия вновь перешла в наступление на участке в 2 километра по фронту в направлении Мариновки. Прорвав оборону, дивизия вышла к Фёдоровке, где вновь увязла во встречных боях, которые велись до 27 августа 1943 года. В наступление дивизия перешла 1 сентября 1943 года овладев в этот день городом Снежное и Первомайским и выйдя к железной дороге Мочалинский — Воскресенское. Дивизия продолжила наступление в направлении Орджоникидзе, который освободила 3 сентября 1943 года, затем с боями 7 сентября 1943 года освободила Ясиноватую и расположилась в районе железнодорожной станции, 8 сентября 1943 года участвовала в освобождении Сталино, освободила кварталы Путиловки и Куйбышевского района. Не останавливаясь в Сталино, дивизия продолжила наступление, с боями освободив 10 сентября 1943 года Красногоровку и 19 сентября 1943 года Орехов, где была остановлена на рубеже «Вотан», прорвать который оказалось невозможным.
Вновь дивизия атаковала противника 15 октября 1943 года в направлении Пятихатки — Карачекрак, 16 октября 1943 года вышла к реке Карачекрак, где была остановлена мощным огнём. Затем дивизия была введена в бой 22 октября 1943 года из второго эшелона корпуса для овладения хутором Зелёный Гай, и ведя тяжелейшие бои против частей 258-й пехотной и 17-й танковой дивизий гитлеровских войск, на следующий день овладела хутором, в последующие два дня отражая сильные контратаки противника, после чего была переведена для продолжения наступления в район села Широкое. К 25 октября 1943 года дивизия перерезала дорогу Васильевка — Любимовка и вслед за частями 4-го гвардейского механизированного корпуса приступила к преследованию отходящего противника. С 28 октября 1943 года дивизия приступила к штурму Малой Белозёрки на краю никопольского плацдарма, удерживаемого немецкими войсками. Овладев селом, дивизия ввязалась в тяжёлые бои за никопольский плацдарм, штурмуя позиции врага и отбивая многочисленные контратаки. Части дивизии 6 ноября 1943 года оказались в окружении в селе Верхний Рогачик. С 8 ноября 1943 года дивизия заняла оборону на рубеже деревень Украинка, Павловка, Самойловка. 25 ноября 1943 года дивизия сменила части 40-й гвардейской дивизии и заняла исходное положение для наступления в направлении Большой Знаменки. 10 декабря 1943 года дивизия была выведена в резерв и сосредоточилась в населённых пунктах Крапивницкий, Свободный Труд, Беловский, Трудолюбовка, Ново-Ивановка, Весёлое Запорожской области.

### 1944
18 января 1944 года дивизия была погружена в воинские поезда и переброшена через станцию Елизарово в район западнее Днепропетровска, где сосредоточилась в районах Смоленской, Благодатного, Андреевки. Введена в бой из второго эшелона корпуса (прорывавшего оборону на рубеже Петрова Долина, Бузулук) 1 февраля 1944 года, с задачей овладеть Чемеринской и Ботвинской. 2 февраля 1944 года дивизия взяла эти населённые пункты, продолжила наступление и к 4 февраля 1944 года переправилась через реку Каменка между Михайловкой и Софиевкой и перерезала дорогу Михайловка — Апостолово, завязав бои на северной окраине Апостолово, а 5 февраля 1944 года участвовала в его освобождении, отчитавшись о захвате трофеев в виде 40 танков, 2 штурмовых орудий, 8 самолётов, 40 орудий, 4 паровозов и около 1000 автомобилей. 7 февраля 1944 года дивизия выступила маршем и к концу дня закрепилась на рубеже балок Кривая, Григорьевка, откуда 17 февраля 1944 года перешла в наступление при поддержке 230-го гаубичного артполка и 61-го гвардейского полка «Катюш» в направлении Мариенфельд, Новый Кривой Рог, с задачей овладеть рубежом Новый Кривой Рог, Рахмановка. К 19 февраля 1944 года задача была выполнена, дивизия освободила Новый Кривой Рог и Ивановку. Немецкие войска предприняли контратаку, в результате чего вклинились в оборону дивизии. Дивизия вела тяжёлые бои по восстановлению положения, а одним полком участвовала в освобождении Кривого Рога. 21 февраля дивизия вышла на реку Ингулец, где заняла оборону. 23 февраля 1944 года дивизия форсировала Ингулец, и, расширяя плацдарм, с упорными боями достигла железной дороги Кривой Рог — Александров Дар, где была вынуждена в начале марта 1944 года перейти к обороне.
С 6 марта 1944 года дивизия, при поддержке 475-го корпусного артиллерийского полка и 462-го миномётного полка вновь перешла в наступление, в ходе которого удалось с тяжёлыми боями продвинуться на 2 — 2,5 километра, выйти на северные окраины Александрова Дара, 8 марта 1944 года освободить город и приступить к преследованию противника. Продвигаясь маршем вслед за танковыми частями по маршруту Ново-Лазаревка — Покровское — Николаевка — Новый Буг — Майоровка — Ермоловка, вышла к реке Ингул и форсировала её с ходу, захватив плацдарм. 14 марта 1944 года дивизия освободила Леонополь и Сухой Еланец. К 15 марта 1944 года подошла к Новой Одессе, 16 — 17 марта 1944 года вела бои под Новой Одессой и в её восточной части, очищая их от противника, в ночь на 18 марта 1944 года передовыми отрядами переправилась через Южный Буг и завязала тяжелейшие бои за плацдарм. Однако на плацдарме удержатся не удалось, к 21 марта 1944 года дивизия была вынуждена оставить плацдарм, потеряв за 19-21 марта только убитыми и пропавшими без вести 663 человека, в том числе командира дивизии, после чего была отведена на отдых и доукомплектование в Ново-Украинку.
Вновь введена в бой в составе корпуса 6 апреля 1944 года из второго эшелона армии, наступая на Яновку — Степановку. Дивизия, овладев последней, вышла к реке Кучурган, где с тяжелейшими боями форсировала её, освободила Котовск и к 11 апреля 1944 года вышла к днестровской пойме в районе Глиное. Двумя полками переправилась на плацдарм, который был захвачен 40-й гвардейской стрелковой дивизией и 34-й гвардейской стрелковой дивизией и вступила в бои за расширение плацдарма. В ночь на 28 апреля 1944 года полки дивизии были отведены с плацдарма, маршем направившись в Глиное, а затем вместе с корпусом дивизия была выведена в резерв фронта, сосредоточившись в районе Девицкого, Платоновки, Кистельницы и Касселя.
В августе 1944 года дивизия занимала оборону по берегу реки Турунчук (рукав Днестра), южнее Тирасполя. Перед войсками на правом берегу Днестра находилось молдавское село Толмаз. Ниже по течению располагались такие же большие села Чобручу и Рэкауцы. По правому берегу Днестра проходила линия немецко-румынской обороны.
Вновь дивизия приступила к боевым действиям только в ходе Ясско-Кишинёвской операции. Перед ней была поставлена задача форсировать старое русло Днестра, прорвать оборону на западной окраине Талмаза. Дивизии были приданы 8 артиллерийских и миномётных полков, а также 54-й отдельный штурмовой инженерно-сапёрный батальон. 20 августа 1944 года, после мощной артиллерийской подготовки, дивизия перешла в наступление, форсировала русло реки, и с тяжёлыми боями продвинулась на расстояние около 10 километров в направлении Фештелицы. Взяв город, дивизия к концу дня 21 августа 1944 года вышла к реке Сарата. 23 августа 1944 года вышла к реке Ялпуг на участке Кирсова, Бешалма, и маршем начала продвижение к реке Прут. В боях с арьергардами, прикрывавшими подступы к переправам на и сами переправы, в 01-00 25 августа 1944 года передовые подразделения дивизии переправилась по дамбе через Прут, перейдя таким образом границу. Продолжив наступление, дивизия вела бои районе Болени, пробилась к Серету, переправилась через реку. Силами 3-го гвардейского полка и 23-го гвардейского артиллерийского полка 28 августа 1944 года освободила Галац и Браилов. За взятие Браилова 3-му гвардейскому стрелковому полку и 23-му гвардейскому артиллерийскому полку было присвоено почетное наименование «Браиловских». Затем дивизия двигалась в основном маршем, к 4 сентября 1944 года вышла к Дунаю на широком фронте напротив городов Русе, Олтеница, Кэлэраши. Ночью 7 сентября дивизия получила приказ о вступлении в Болгарию. 8 сентября 1944 года на судах Дунайской военной флотилии части дивизии вступили на территорию Болгарии, высадились на побережье города Русе, и, не встретив сопротивления болгарских войск и сосредоточились в городах Русе, Туртукай и Силистрия. 13 сентября дивизия сосредоточилась в Туртукае и вскоре выступила на марш по маршруту: Олтеница — Бухарест — Александрия — Крайова — Тыргу-Жиу — Тимишоара. Дивизия прошла свыше трёхсот километров, почти через всю Румынию.
Совершив длинный марш, дивизия к 30 сентября 1944 года вступила на территорию Югославии в районе сёл Бока, Конак, овладела городом Дента-Модош и приступила к наступлению на Петровград, который был освобождён 2 октября 1944 года, после чего дивизия к середине октября 1944 года вышла к Тисе, где была выведена из состава корпуса, составляя резерв командующего армией, и начала наступление на Сегед. До конца ноября 1944 года дивизия оставалась во втором эшелоне, проводя зачистку территории, 11 ноября 1944 года частью сил приняв участие в боях по ликвидации шольтского предмостного укрепления.
1 декабря 1944 года дивизия, возвращённая в корпус, сосредоточилась в районе Харты и Дунапатай, на левом берегу Дуная. В ночь на 2 декабря 1944 года переправилась через Дунай на плацдарм, захваченный накануне 34-й гвардейской стрелковой дивизией, захватила станцию Бёлчке, и с 3 декабря 1944 года вступила в бои за Дунафюльдвар, затем за Дунапентеле, Адонь и вышла на линию населенных пунктов: Кишфалуд — Бёргенд — Диниеш, расположенных между озёрами Веленце и Балатон. Под Шерагельешем немцам все же удалось на какое-то время сдержать наступление советских частей. Перед дивизией оказалась ещё одна линия обороны, подготовленная заблаговременно, — так называемая линия «царицы Маргариты». Наступили дни подготовки к прорыву и этого оборонительного рубежа. С 20 декабря 1944 года дивизия перешла в наступление от озера Веленце с задачей прорвать оборону на участке устье канала Часарвиз, восточнее Бёргенда, в дальнейшем развивать наступление на северо-запад. Захватив город Секешфехервар, с тяжёлыми боями, сопровождавшимися массированными танковыми контратаками, дивизия 23 декабря вела бои за Ловашберень и Барачку, к 24 декабря 1944 года обошла город Бичке и вышла северо-восточнее города, а 11-й гвардейский полк вышел 26 декабря 1944 года к Дунаю в районе города Тат, и десантом на танках 18-го танкового корпуса, принял участие в освобождении Эстергома. В конце декабря 1944 года дивизия вела бои с немецкими частями, прорывающимся на запад из окружённого Будапешта. К 31 декабря 1944 года дивизия была переброшена на новый участок, на правом берегу Дуная на границе с Чехословакией с целью воспрепятствовать переправе и наступлению 96-й пехотной дивизии из района Карвы.

### 1945
В ночь на 2 января 1945 года 96-я пехотная дивизия форсировала реку в районе Шюттё, Писке и Ньергешуйфалу и в тяжёлых боях сумела отбросить гвардейцев, которые отошли на линию 1,5 км восточнее Ньергешуйфалу, 2 км восточнее Надьшап, Байна. 3-й гвардейский полк с батальоном 11-го гвардейского полка попал в окружение и выйдя из него, занял оборону в районе Сомора. Дивизия с боями продолжала отход, 4 января 1945 года заняла оборону севернее Дьермея и Вастея, где весь день вела бой с частями 5-й и 6-й танковых дивизий. 5 января 1945 года основательно потрёпанные части сменила 41-я гвардейская стрелковая дивизия, а дивизия была отведена в тыл в район Алчуга. К 9 января 1945 года дивизия вновь заняла позиции возле Бичке — промежуточного пункта немецких войск на пути к Будапешту. Однако немецкие войска были остановлены северо-восточнее, и дивизия, 14 января 1945 года в результате частной операции улучшив своё положение, перешла к обороне имея слева 41-ю, справа 19-ю гвардейские стрелковые дивизии. С 23 января 1945 года отражала вспомогательный удар противника в направлении сёл Мань — Херцегхалом. Потеснив части дивизии, противник взял Мань и почти достиг шоссе Бичке — Будапешт, но был остановлен на подступах к дороге артиллерией 3-й механизированной бригады. В течение недели дивизия вела напряжённые бои на тех же рубежах, 1 февраля 1945 года перешла в наступление восточнее села Мань, с задачей совместно с частями 59-й гвардейской стрелковой дивизии взять село, что удалось сделать только в результате ожесточённых боёв 4 февраля 1945 года. Сдав полосу обороны соседним соединениям, к исходу 20 февраля 1945 года дивизия сосредоточилась в районе Барачки, Каясо, Мартонвашара, для приема и обучения поступающего пополнения. Только в марте 1945 года дивизия получила пополнение в 1466 человек.
6 марта германские войска снова перешли в наступление на Шерегельеш силами до 500 танков и нескольких полков пехоты. Прервав отдых 10 марта 1945 года дивизия прикрывая войска армии от удара с юга заняла участок тыловой полосы обороны между озером Веленце и Дунаем по рубежу станция Веленце — Каполнаш Ниек — Анна, правым флангом упираясь в озеро, левым примыкая к позициям 34-й гвардейской стрелковой дивизии. Однако вражеские войска были остановлены войсками 27-й армии не доходя до позиций дивизии, и 22 марта дивизия вновь вступила в Секешфехервар. 25 марта 1945 года перешла в наступление из района Вечень в направлении Шикатор — Романд. За первый день наступления дивизия продвинулась на 5 километров, выйдя на рубеж Лази — Романд. Преследуя противника, к 28 марта 1945 года вышла к реке Раба в районе Арпаш, однако встретив сильное сопротивление, реку форсировать не смогла и переправилась на плацдарм, захваченный другими дивизиями из состава 31-го гвардейского корпуса, где завязала бои. Овладела городом Капувар, затем продвинулась к границе с Австрией, тесня в ожесточённых боях части дивизии СС «Адольф Гитлер» и 45-й пехотной дивизии в направлении Шопрона, куда подошла с боями 31 марта 1945 года. Бои были тяжелыми: используя многоводные реки, каналы и каменные строения, противник оказывал сильное сопротивление, неоднократно предпринимал контратаки. 1 апреля 1945 года дивизия захватила Шопрон, где были взяты в плен последний премьер-министр хортистской Венгрии генерал-полковник Лакатоши Гейзе и другие деятели Хортисткого правительства.
5 апреля 1945 года передовые части дивизии овладели селением Обер-Лаа, заняв высоту 255 перед Веной, а уже 6 апреля 1945 года с приданными ей 212-м и 230-м артиллерийскими полками и 54-м отдельным штурмовым сапёрным батальоном, ворвалась в Вену с юга. К утру 7 апреля дивизия вышла на железную дорогу, проходящую по южным пригородам Вены. Весь день 9 апреля дивизия вела ожесточенный бой в городе. Части дивизии пробивались к главным объектам города — академии, управлению городских железных дорог, парламенту и Монетному двору. 11 апреля дивизия вела бои в саду Пратер и в Лагерхаусе. Бой за Венский мост был последней упорной схваткой с гитлеровскими частями, оборонявшими столицу Австрии. Сопротивление противника подходило к концу. Почти весь город был уже в руках советских войск. Пока части дивизии пробивались через центр на северо-запад, к Флоридсдорфу, 5-й гвардейский танковый корпус вышел на северную окраину города. 46-я армия с приданным корпусом, ведя наступление по левому берегу Дуная, также приближалась к мосту. По соседству наступали части 4-й гвардейской армии. А на Дунае отважно действовали моряки Дунайской флотилии. В середине апреля 1945 года дивизия сосредоточилась северо-западнее Вены, 1 мая части дивизии вышли на Дунай в районе города Тульн и заняли оборону по демаркационной линии. 8 мая 1945 года дивизия располагалась в районе населённых пунктов Гросс-Хайн, Диндорф, Цаггинг, Кляйн, где и встретила День Победы.
В феврале 1946 года, в связи с демобилизацией Союза ССР дивизия была расформирована.

## Состав
Нумерация присвоена 17 марта 1942 года:
- управление
- 3-й гвардейский стрелковый полк
- 8-й гвардейский стрелковый полк
- 11-й гвардейский стрелковый полк
- 23-й гвардейский артиллерийский полк
- 9-й гвардейский отдельный истребительно-противотанковый дивизион
- 17-я гвардейская зенитная батарея (до 15.05.1943)
- 16-й гвардейский миномётный дивизион (до 18.08.1942)
- 7-я отдельная гвардейская разведывательная рота
- 14-й отдельный гвардейский сапёрный батальон
- 5-й отдельный гвардейский батальон связи (5-я отдельная гвардейская рота связи)
- 375-й (1-й) отдельный медико-санитарный батальон
- 2-я отдельная гвардейская рота химической защиты
- 480-я (6-я) автотранспортная рота (авторота подвоза)
- отдельная зенитно-пулемётная рота
- 487-я (13-я) полевая хлебопекарня
- 486-й (10-й) дивизионный ветеринарный лазарет
- отдельный учебный батальон
- музыкальный взвод
- 11961-я (827-я) полевая почтовая станция
- 173-я полевая касса Государственного банка

## В составе
| Дата            | Фронт (округ)        | Армия                 | Корпус (группа)                    | Примечания                           |
| --------------- | -------------------- | --------------------- | ---------------------------------- | ------------------------------------ |
| 01.10.1941 года | Ленинградский фронт  | 54-я армия            | -                                  | -                                    |
| 01.11.1941 года | -                    | 4-я отдельная армия   | -                                  | -                                    |
| 01.12.1941 года | -                    | 4-я отдельная армия   | -                                  | -                                    |
| 01.01.1942 года | Волховский фронт     | 4-я армия             | -                                  | -                                    |
| 01.02.1942 года | Волховский фронт     | -                     | -                                  | -                                    |
| 01.03.1942 года | Волховский фронт     | 59-я армия            | -                                  | в составе ОГ Коровникова             |
| 01.04.1942 года | Волховский фронт     | 59-я армия            | -                                  | в составе ОГ Коровникова             |
| 01.05.1942 года | Ленинградский фронт  | 59-я армия            | -                                  | Группа войск Волховского направления |
| 01.06.1942 года | Ленинградский фронт  | -                     | 6-й гвардейский стрелковый корпус  | Волховская группа войск              |
| 01.07.1942 года | Волховский фронт     | -                     | 6-й гвардейский стрелковый корпус  | -                                    |
| 01.08.1942 года | Волховский фронт     | -                     | 6-й гвардейский стрелковый корпус  | -                                    |
| 01.09.1942 года | Сталинградский фронт | 21-я армия            | -                                  | -                                    |
| 01.10.1942 года | Донской фронт        | 21-я армия            | -                                  | -                                    |
| 01.11.1942 года | Донской фронт        | 65-я армия            | -                                  | -                                    |
| 01.12.1942 года | Донской фронт        | -                     | -                                  | -                                    |
| 01.01.1943 года | Юго-Западный фронт   | 5-я ударная армия     | -                                  | -                                    |
| 01.02.1943 года | Южный фронт          | 5-я ударная армия     | -                                  | -                                    |
| 01.03.1943 года | Южный фронт          | 5-я ударная армия     | -                                  | -                                    |
| 01.04.1943 года | Южный фронт          | 5-я ударная армия     | -                                  | -                                    |
| 01.05.1943 года | Южный фронт          | 5-я ударная армия     | 31-й гвардейский стрелковый корпус | -                                    |
| 01.06.1943 года | Южный фронт          | 5-я ударная армия     | 31-й гвардейский стрелковый корпус | -                                    |
| 01.07.1943 года | Южный фронт          | 5-я ударная армия     | 31-й гвардейский стрелковый корпус | -                                    |
| 01.08.1943 года | Южный фронт          | 5-я ударная армия     | 31-й гвардейский стрелковый корпус | -                                    |
| 01.09.1943 года | Южный фронт          | 5-я ударная армия     | 31-й гвардейский стрелковый корпус | -                                    |
| 01.10.1943 года | Южный фронт          | 5-я ударная армия     | 31-й гвардейский стрелковый корпус | -                                    |
| 01.11.1943 года | 4-й Украинский фронт | 5-я ударная армия     | 31-й гвардейский стрелковый корпус | -                                    |
| 01.12.1943 года | 4-й Украинский фронт | 5-я ударная армия     | 31-й гвардейский стрелковый корпус | -                                    |
| 01.01.1944 года | Резерв Ставки ВГК    | 69-я армия            | 31-й гвардейский стрелковый корпус | -                                    |
| 01.02.1944 года | 3-й Украинский фронт | 46-я армия            | 31-й гвардейский стрелковый корпус | -                                    |
| 01.03.1944 года | 3-й Украинский фронт | 46-я армия            | 31-й гвардейский стрелковый корпус | -                                    |
| 01.04.1944 года | 3-й Украинский фронт | 46-я армия            | 31-й гвардейский стрелковый корпус | -                                    |
| 01.05.1944 года | 3-й Украинский фронт | 46-я армия            | 31-й гвардейский стрелковый корпус | -                                    |
| 01.06.1944 года | 3-й Украинский фронт | 46-я армия            | 31-й гвардейский стрелковый корпус | -                                    |
| 01.07.1944 года | 3-й Украинский фронт | -                     | 31-й гвардейский стрелковый корпус | -                                    |
| 01.08.1944 года | 3-й Украинский фронт | -                     | 31-й гвардейский стрелковый корпус | -                                    |
| 01.09.1944 года | 3-й Украинский фронт | 46-я армия            | 31-й гвардейский стрелковый корпус | -                                    |
| 01.10.1944 года | 2-й Украинский фронт | 46-я армия            | 31-й гвардейский стрелковый корпус | -                                    |
| 01.11.1944 года | 2-й Украинский фронт | 46-я армия            | -                                  | -                                    |
| 01.12.1944 года | 3-й Украинский фронт | 4-я гвардейская армия | 31-й гвардейский стрелковый корпус | -                                    |
| 01.01.1945 года | 3-й Украинский фронт | 4-я гвардейская армия | 31-й гвардейский стрелковый корпус | -                                    |
| 01.02.1945 года | 3-й Украинский фронт | 4-я гвардейская армия | 31-й гвардейский стрелковый корпус | -                                    |
| 01.03.1945 года | 3-й Украинский фронт | 4-я гвардейская армия | 31-й гвардейский стрелковый корпус | -                                    |
| 01.04.1945 года | 3-й Украинский фронт | 4-я гвардейская армия | 31-й гвардейский стрелковый корпус | -                                    |
| 01.05.1945 года | 3-й Украинский фронт | 4-я гвардейская армия | 31-й гвардейский стрелковый корпус | -                                    |

## Командиры
- Москвитин, Пётр Фёдорович, гвардии полковник — (18.09.1941 — 30.09.1941)
- Андреев, Анатолий Иосифович, гвардии генерал-майор — (30.09.1941 — 14.05.1942)
- Бияков, Сергей Тимофеевич, гвардии полковник — (15.05.1942 — 29.06.1942)
- Лиленков, Георгий Павлович, гвардии генерал-майор — (30.06.1942 — 04.06.1943)
- Никитин, Сергей Иванович, гвардии полковник — (05.06.1943 — 12.09.1943)
- Стецун, Иосиф Кузьмич, гвардии полковник — (13.09.1943 — 01.12.1943)
- Кухарев, Гавриил Ефимович, гвардии полковник, с 19.03.1944 гвардии генерал-майор — (02.12.1943 — 20.03.1944)
- Парфёнов, Кузьма Дмитриевич, гвардии полковник, с 19.04.1945 гвардии генерал-майор — (21.03.1944 — 09.05.1945)[8]

## Награды и наименования
| Награда (наименование)              | Дата       | За что награждена |
| ----------------------------------- | ---------- | --- |
| Орден Красного Знамени              | 19.06.1943 | Награждена Указом Президиума Верховного Совета СССР от 19 июня 1943 года за образцовое выполнение боевых заданий командования на фронте борьбы с немецкими захватчиками, (за боевые действия с рубежа р. Дон до р. Миус, в ходе которых было освобождено свыше 40 населённых пунктов) и проявленные при этом доблесть и мужество. |
| Почетное наименование Апостоловская | 13.02.1944 | присвоено Приказом Верховного Главнокомандующего И. В. Сталина от 13 февраля 1944 года № 028 в ознаменование одержанной победы и отличие в боях за освобождение Апостолово. |
| Почетное наименование Венская       | 13.04.1945 | присвоено Приказом Верховного Главнокомандующего И. В. Сталина от 13 апреля 1945 года № 0334 в ознаменование одержанной победы и отличие в боях по овладению столицей Австрии городом Веной. |

Награды частей дивизии:
- 3-й гвардейский стрелковый Браиловский ордена Кутузова[11] полк
- 8-й гвардейский стрелковый Нижнеднепровский Краснознаменный[12] полк
- 11-й гвардейский стрелковый Рущукский ордена Кутузова[12] полк
- 23-й гвардейский артиллерийский Браиловский ордена Александра Невского[13] полк

## Отличившиеся воины дивизии
| Награда | Ф. И. О.                    | Должность                                                   | Звание            | Дата награждения |
| ------- | --------------------------- | ----------------------------------------------------------- | ----------------- | ---------------- |
|         | Коваль, Александр Моисеевич | командир дивизиона 23-го гвардейского артиллерийского полка | гвардии майор     | 28.04.1945       |
|         | Панченко, Иван Никифорович  | командир 8-го гвардейского стрелкового полка                | гвардии полковник | 28.04.1945       |

## Память
- Краевой музей Будогощской средней школы[14].
- Музей боевой славы Лесколовской средней школы[15].
- Братская могила советских воинов (Степное) в городе Кривой Рог.
- Братская могила советских воинов (ЮГОК) в городе Кривой Рог.